# Christian al VII-lea al Danemarcei
Christian al VII-lea (n. 29 ianuarie 1749, Copenhaga, amtul Copenhaga⁠(d), Danemarca – d. 13 martie 1808, Rendsburg, Schleswig-Holstein, Germania) a fost rege al Danemarcei și al Norvegiei, Duce de Schleswig și Holstein din 1766 până la moartea sa. A fost fiul lui Frederick al V-lea al Danemarcei și a primei lui soții, Louise a Marii Britanii, fiica regelui George al II-lea al Marii Britanii.
Ca deviză el și-a ales: "Gloria ex amore patriae" ("Slavă, prin dragostea de patrie").

## Primii ani

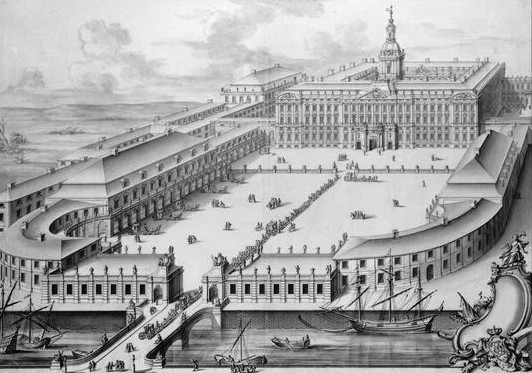
Palatul Christiansborg, reședința regală din Copenhaga

Christian s-a născut în primele ore ale dimineții de 29 ianuarie 1749 în apartamentul reginei de la Palatul Christiansborg, reședința regală din Copenhaga. A fost singurul fiu al regelui Frederic al V-lea al Danemarcei și a soției acestuia, Prințesa Louise a Marii Britanii. A fost botezat câteva ore mai târziu în aceeași zi. Nașii lui au fost: regele Frederic al V-lea (tatăl lui), regina-mamă Sophie Magdalene (bunica paternă), Prințesa Louise (mătușa lui) și Prințesa Charlotte Amalie (mătușa lui).
Mama lui, regina Louise, a murit la doar 27 de ani, în 1751, la doi ani după nașterea sa. Anul următor, tatăl său s-a recăsătorit cu Juliana Maria de Brunswick-Wolfenbüttel.

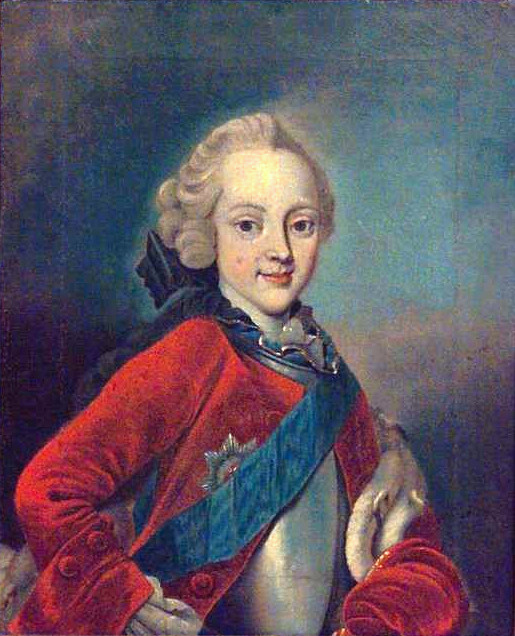
Christian copil

Toate înregistrările din acele timpuri sunt de acord că el a avut o personalitate ambițioasă și un talent considerabil, dar a fost prost educat, terorizat sistematic de către un tutore brutal, Christian Ditlev Frederik Reventlow, contele von Reventlow, și desfrânat fără speranță. El pare să fi fost inteligent și cu siguranță a avut perioade de claritate, dar a suferit de probleme emoționale severe, posibil schizofrenie după cum a susținut în cartea lui medicul Viggo Christiansen, Bolile mintale ale lui Christian al VII-lea (1906).

## Domnie
A devenit rege după decesul tatălui său la 14 ianuarie 1766, cu câteva săptămâni înainte de a împlini vârsta de 17 ani. Christian a fost prost educat și sistematic terorizat de un guvernator brutal, Detlev Greve zu Reventlow. Cu toate că părea a fi inteligent și avea certe perioade de claritate, Christian suferea de severe probleme mentale, posibil de schizofrenie.
După căsătoria de la 8 noiembrie 1766 cu verișoara sa Caroline Matilda de Wales, sora regelui George al III-lea al Marii Britanii, Christian s−a abandonat exceselor în special depravării. În 1767 a început o relație cu curtezana Støvlet-Cathrine. A declarat public că n-o poate iubi pe Caroline Matilda, deoarece „este demodat să-ți iubești soția”. În cele din urmă s-a scufundat într-o stare de stupoare mintală. Simptomele din această perioadă au inclus paranoia, automutilarea și halucinațiile. Neglijata Caroline a început o relație cu Johann Friedrich Struensee, regent al Danemarcei.
În 1772, mariajul regelui cu Caroline s-a terminat printr-un divorț. Struensee a fost arestat și executat în același an. Christian a semnat arestarea lui Struensee cu indiferență, sub presiunea mamei sale vitrege, Juliana Maria de Braunschweig-Wolfenbüttel. Carolinei i s-a retras titlul regal însă nu și copiilor. În cele din urmă aceasta a părăsit Danemarca și a trăit în exil. A murit de scarlatină la 11 mai 1775 la vârsta de 23 de ani.
Mariajul a produs doi copii, viitorul Frederick al VI-lea al Danemarcei și Prințesa Louise Augusta. Se crede că Louise a fost fiica lui Struensee - compararea portretelor celor doi susține acest lucru.
Începând cu anul 1772, Christian a fost rege numai nominal. Din 1772 până în 1784 Danemarca a fost condusă de mama vitregă a lui Christian, Juliana Maria de Braunschweig-Wolfenbüttel, fratele său vitreg Prințul Frederick al Danemarcei și de politicianul danez Ove Høegh-Guldberg. Din anul 1784, fiul său Frederick al VI-lea al Danemarcei a domnit permanent ca prinț regent. Această regență a fost marcată de reforme liberale însă și de începutul dezastrelor cauzate de războaiele napoleoniene.
Christian a murit în 1808 la vârsta de 59 de ani la Rendsburg, Schleswig de anevrism cerebral.